# Орн Саоноаз
Орн Саоноаз (фр. Orne Saosnoise) је река у Француској. Дуга је 53 km. Улива се у Сарт. 